# Бензюрівка
Бензюрівка, Попідзапустинь — річка в Шепетівському районі Хмельницької області, ліва притока Горині (басейн Дніпра).

## Опис
Довжина річки приблизно 12 км. Висота витоку над рівнем моря — 188 м, висота гирла — 175 м, падіння річки — 13 м, похил річки — 1,09 м/км. Формується з багатьох безіменних струмків та декількох водойм.

## Розташування
Бере початок у селі Переросле. Тече переважно на південний схід і між селами Корниця та Залужжя впадає в річку Горинь, праву притоку Прип'яті.
Населені пункти вздовж берегової смуги: Шимківці, Дзвінки, Вікники.